# Пјано Каталдо (Потенца)
Пјано Каталдо (итал. Piano Cataldo) је насеље у Италији у округу Потенца, региону Базиликата.
Према процени из 2011. у насељу је живело 39 становника. Насеље се налази на надморској висини од 844 м.